# Köhlerbergtunnel
Die Köhlerbergtunnel (polnisch Tunel pod Sajdakiem) sind ein System aus zwei eingleisigen Eisenbahntunneln unter dem Köhlerberg (586 m über dem Meeresspiegel) im Waldenburger Bergland, zwischen den Städten Bad Charlottenbrunn und Oberwüstegiersdorf, auf der Bahnstrecke Kłodzko–Wałbrzych.

## Geschichte
Die östliche Röhre wurde von 1876 bis 1879 unter dem Baumeister Dittmar gebaut. Die westliche Röhre folgte in den Jahren 1909 und 1910 unter Anleitung von Rietzsch, Frewert und Guttstadt, die in dieser Zeit auch am Ochsenkopftunnel und (Rietzsch und Frewert mit Buddenberg) am Eisenbahntunnel bei Niederkönigswalde mitwirkten. Das Gefälle der Tunnel in Richtung Südosten beträgt etwa 1,35 Promille. Die östliche Tunnelröhre wurde von 1936 bis 1938 erneuert.
Beim Bau der ersten Kammer kamen handgeführte Druckluftbohrmaschinen des Rescas-Systems zum Einsatz, da die Gesteinsstruktur überwiegend fein und nicht sehr hart war. Diese Bohrer ermöglichten täglich eine Bohrtiefe von 1,2 bis 1,3 m, waren jedoch nur im östlichen Teil des Tunnels effektiv. Ursprünglich hatte der Tunnel eine hufeisenförmige Kammer, die jedoch zwischen 1936 und 1938 umfassend renoviert wurde. Dabei erhielt sie eine Ziegelhülle mit einem parabolischen Gewölbe sowie Verstärkungen durch breitere Ziegelringe, um dem starken Gesteinsdruck standzuhalten. Das Nordportal wurde mit langen Stützmauern aus Stein gesichert. Nach dem Zweiten Weltkrieg erfolgten weitere Renovierungen, von denen heute noch Betonfragmente an den Seitenwänden des südlichen Teils zeugen. Die Südportale beider Kammern sind mit rustikalem Buntsandstein verkleidet, während die nördlichen Portale ihre ursprüngliche dekorative Form verloren haben. Am Westportal ist die Inschrift „1909–1910“ mit den Namen der verantwortlichen Bauleiter vermerkt, während das Ostportal die Baujahre „1876–1879“ sowie die Sanierungsjahre „1936–1938“ trägt. Der Tunnel liegt zwischen den Kilometermarken 43,896 und 44,280 der Bahnstrecke Kłodzko–Wałbrzych und hat eine Länge von 384,13 m. Beide Kammern sind heute befahrbar, wobei der Verkehr durch den Osttunnel geführt wird. Im Südportal des Westtunnels ist großer Stein an der Tunnelinnenwand der Inschrift Köhlerbergtunnel vermauert. 
Bei dem Bau wurden wichtige geologische Erkenntnisse gewonnen. Hinter dem Südeingang der östlichen Röhre erstreckt sich eine Zone stark zersetzter Sedimente bis zur 250-m-Marke. Danach folgt roter Porphyrtuff, der nach 80 m lettig wird und die Tunnelachse spitzwinklig kreuzt. Der alte Paralleltunnel zeigt hingegen fast nur festen Tuff. Die lettigen Tuffe und zersetzten Sedimente deuten auf zwei Verwerfungszonen hin, was durch das darüberliegende Tal und die Gesteinsgrenze bestätigt wird.

## Beschreibung
Die Köhlerbergtunnel sind zwei parallele Eisenbahntunnel, eingleisig, gerade, mit Füßen, die unter dem heute Sajdak genannten Massiv (586 m über dem Meeresspiegel) gebohrt wurden. Der Südeingang der Tunnel liegt auf einer Höhe von ca. 500 m über dem Meeresspiegel, der Nordausgang auf einer Höhe von ca. 505 m über dem Meeresspiegel. Das Gefälle der Tunnel in Richtung Südosten beträgt etwa 1,35 Promille. Die maximale Überdeckung der Tunnel beträgt ca. 65 m. Die Tunnelwände sind mit Steinblöcken und Klinkern ausgekleidet. Die Portale der Tunneleingänge wurden mit einer Steinverkleidung aus Keilen abgeschlossen. Die Form der Tunnel ist ellipsenförmig, Breite ca. 5,0 m, Höhe ca. 6,0 m. Zwischen den beiden Röhren gibt es einen Verbindungsgang, der als Fluchtweg genutzt werden kann. In der westlichen Röhre liegt aktuell kein Gleis.

## Galerie

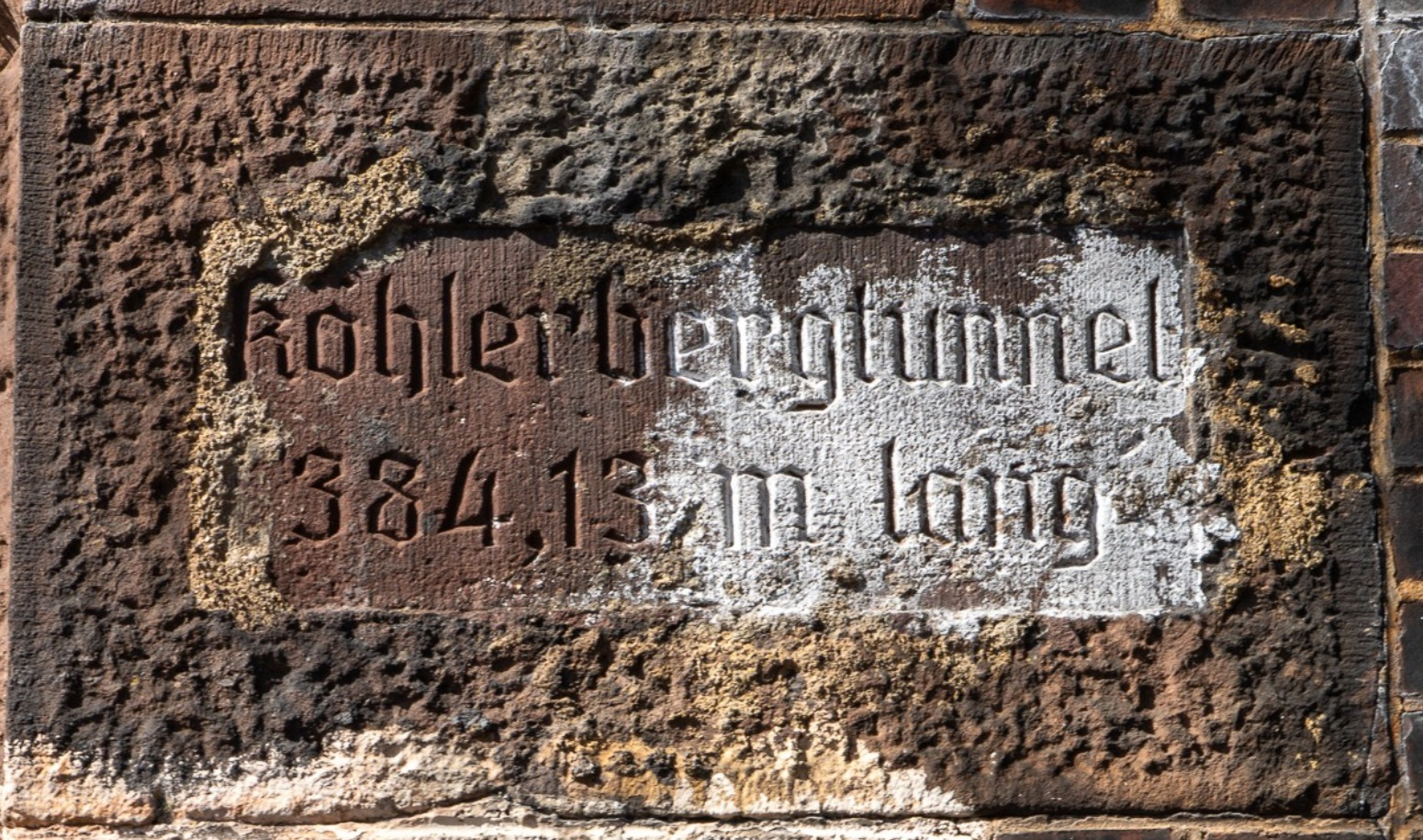
Erinnerung an den Bau des Köhlerbergtunnels im Südportal der Weströhre
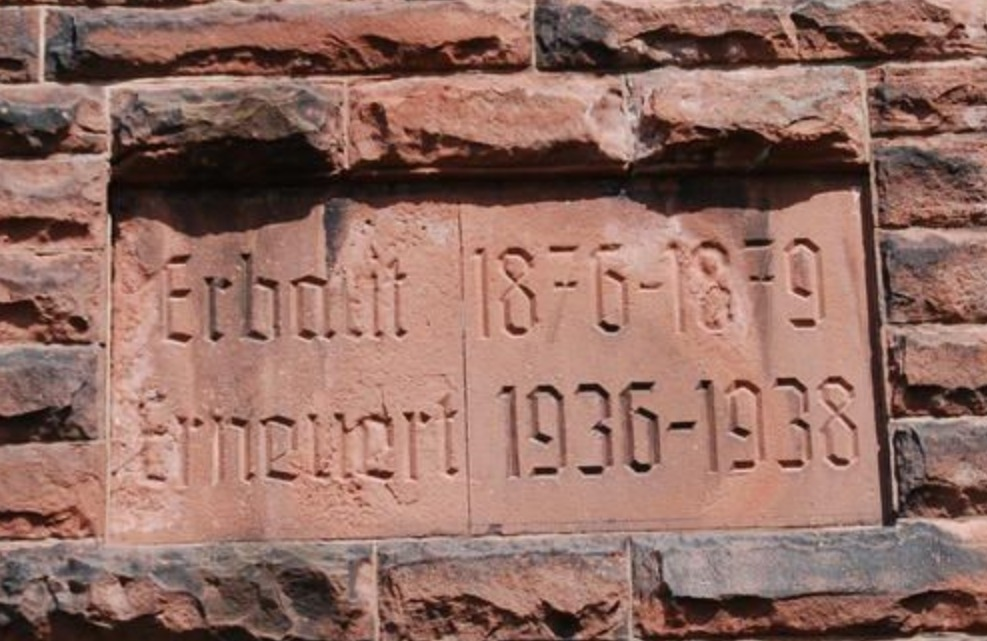
Erinnerung an den Bau des Köhlerbergtunnels über dem Südportal der Oströhre